# Trochalus urundiensis
Trochalus urundiensis är en skalbaggsart som beskrevs av Moser 1920. Trochalus urundiensis ingår i släktet Trochalus och familjen Melolonthidae. Inga underarter finns listade i Catalogue of Life.